# 테스터훈
테스터훈(1993년 ~ )은 대한민국의 유튜버이다. 주 콘텐츠는 게임이며 장인 콘텐츠를 진행하기도 한다. 2018년 10월, 유튜브 100만 구독자를 달성하여 유튜브 골드 버튼을 받았다.

## 출연작
- 쿠키런:킹덤 - 레드벨벳 케이크 드래곤